# Cold cream

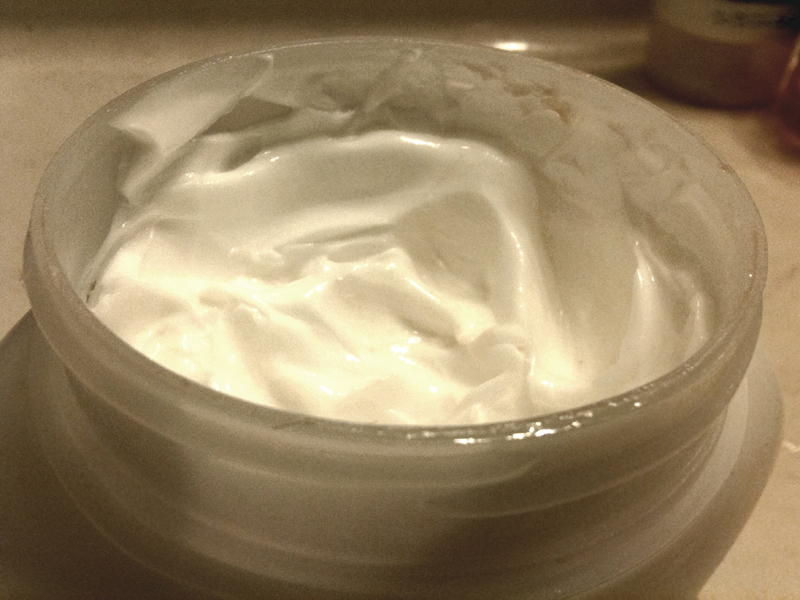
Cold cream.

Cold cream är en kosmetisk hudvårdprodukt, som består av vax, spermacetiolja och mandelolja. Parfymeras med rosenvatten.